# به زور اسلحه
به زور اسلحه (انگلیسی: At Gunpoint) یک فیلم وسترن آمریکایی به کارگردانی آلفرد ال. ورکر است که در سال ۱۹۵۵ منتشر شد.

## بازیگران
- فرد مک‌موری
- دوروتی مالون
- والتر برنان
- تامی رتیگ
- جان کوالن
- ویت بیسل
- جک لمبرت
- هری لاوتر
- بایرون فولگر